# مانويل ريفيرا
مانويل ريفيرا (بالإسبانية: Manuel Rivera)‏ رسام إسباني. يعدُّ أحد أهم الفنانين الإسبان خلال القرن العشرين.
ويقيمه البعض إلى جانب بابلو بيكاسو وسلفادور دالي أهم فناني إسبانيا.
ولد في غرناطة عام 28 أبريل 1927 م وتوفي في مدريد يوم 2 يناير 1995 م.